# Казлаускас, Дайнюс
Да́йнюс Казла́ускас (лит. Dainius Kazlauskas, род. 14 июля 1971, Вильнюс, Литва) — актёр и режиссёр театра и кино.

## Биография
Родился 14 июля 1971 года в Вильнюсе, Литва. Окончил Литовскую консерваторию (театральный факультет). Работал в Молодёжном театре Вильнюса, Театре Оскараса Коршуноваса, Литовском национальном театре драмы, Каунасском государственном драматическом театре, Театре Анжелики Холиной. С 2017 года сотрудничает с московским театром «Ателье» как режиссёр.

## Творчество

### Роли в театре

#### Theater Mogul & Baltic Music
- «Пещерный человек» Р. Беккера — Пещерный Человек

#### Литовский национальный театр драмы
- «Преступление и наказание» Ф. Достоевского — Порфирий Петрович
- «Уничтоженная страна» Т. Дорста — Мерлин
- «Жизнь есть сон» П. Кальдерона — Сигизмунд
- «Публика» Гарсиа Лорка — Фокусник

#### Вильнюсский городской театр Оскара Коршуноваса
- «Прекрасная и грустная история Ромео и Джульетты» В.Шекспира — Меркуцио
- «Мастер и Маргарита» М. Булгакова — Воланд

#### Государственный молодёжный театр Литвы
- «Фрёкен Юлия» А. Стриндберга — Жан
- «Сирано де Бержерак» Э. Ростана — Монфлери
- «Будь мужчиной, Челестино» А. Николаи — Челестино
- «Отец» А. Стриндберга — Доктор
- «Дон Кихот» М. Сервантеса — Дон Кихот
- «Записки сумасшедшего» Н. Гоголя — Сумасшедший

#### Другие театры
- Ромео и Джульетта
- Здравствуй, Соня, Новый год

### Режиссёрские работы

#### Независимый театральный проект
- 2007 — «Дикарь Forever»"[2] Роб Бэккер
- 2013 — «Ножницы»[3] по пьесе Shear Madness[англ.] П. Портнера[англ.]
- 2014 — «История любви»[4] по пьесе Ж. Сиблейрас
- 2016 — «Имя»[5] по пьесе М. Делапорт, А. де Ла Пательер
- 2017 — «Love Letters» («Любовные письма[англ.]»)[6] по пьесе Альберт Р. Герни

#### Theater Mogul & Baltic Music (г. Вильнюс), театр «Прага» (г. Варшава)
- «Пещерный человек» Р. Беккера.

#### «IdioTeatras» (г. Вильнюс)
- «Дуэты» П. Гильтера,
- «Арт» и «Бог резни» Я. Реза.

#### Драматический театр Юозаса Мильтиниса
- «Эти свободные бабочки» Л. Герша,
- «Пули над Бродвеем» П. Розенфельда,
- «Тартюф» Ж.-Б. Мольера,
- «Чайка» А. П. Чехова

#### Ленком Марка Захарова
- «Вечный обманщик»[7] по пьесе «Тартюф» Ж.-Б. Мольера

#### Театр на Таганке
- «Чайка 73458»[8] по пьесе А. П. Чехова

### Фильмография
- 1990 — Взгляд змия
- 1992 — Джаз
- 1994 — Балтийская любовь
- 1994 — Стена
- 1996 — Скрипка Ротшильда
- 1997 — Библиотека
- 1999 — Мужчины
- 2003 — Литовский транзит
- 2008 — Сердцеедки
- 2010 — Робин Гуд в Москве
- 2010 — Наш домашний магазин
- 2018 — Собибор

## Признание
В 2005 году за роли в спектаклях «Мерлин» и «Пещерный человек» Дайнюс Казлаускас был признан в Литовской Республике Актёром года.